# Європейська темна бджола
Європейська темна бджола (Apis mellifera mellifera) — це одна з порід медоносних бджіл, ареал природного поширення простягається від західної частини Росії через всю північну Європу і аж до Піренейського півострова. Вже одомашнені з вуликами були перенеслися в Північну Америку разом із переселенцями в колоніальну епоху. З-поміж усіх медоносних бджіл вони найбільші, хоча й мають короткі хоботки. Їх ще називають німецька чорна, або німецька темна бджола, в Росії - середньоруська бджола.
Порода поділяється на три основні підвиди:
- mellifera (коричнева бджола)
- lehzeni (пустельна бджола)
- nigra (чорна бджола),

які також можуть мати й місцеві породи, такі як Поморська коричнева, Альпійська чорна, або Скандинавська чорна. Всі підвиди належать до лінійки 'М' породи бджіл Apis mellifera. Якщо зважити, що порода займає величезний ареал і представлена безліччю популяцій, її можна вважати суперпородою.
Бджоли цієї породи приблизно 8000 років тому стали заселяти відростаючі в післяльодовиковий час ліси і широко поширилися в західній, центральній, східній і північній частинах Європи. Природне розселення європейських темних бджіл дійшло від Балкан і Піренеїв до Уралу. Починаючи з XVIII століття вони були завезені в Сибір. Фахівців усього світу вражає стрімке освоєння бджолами цієї породи безкрайніх просторів Сибіру аж до Байкалу. Потім вони дійшли до Середньої Азії, Забайкалля, на самий північ європейської частини материка, в північних європейських країнах слідом за льодовиком, який відступав, вони поширилися до 60 градусів північної широти. У Західній Європі таким кордоном є Альпи.
У недалекому минулому всю центральну і північну частину Європи займала темна лісова бджола, яка на європейській частині Росії отримала назву середньоруської.
В Україні також проживає ця порода бджіл на Поліссі, і представлена поліською популяцією.

## Опис
Європейська темна порода бджіл відрізняється від інших порід кремезним тілом, густим опушенням грудей і рідким на черевці, колір волосинок — коричневе. Мають короткий хоботок — 5,9-6,4 мм. Бджоли підвиду nigra також мають темну пігментацію крил. В цілому, якщо дивитися з відстані, вони повинен з'явитися червонуватий відтінок, або в бджіл melifera, глибокий темно-коричневий. Агресивні дикі гібриди з іншими породами можна відрізнити за більш світлим забарвленням, або появою жовтих смуг на черевці, але це не обов'язково. Тому тільки темне забарвлення вен на крилах вважається єдиною надійною характеристикою, яка буде свідчити про розведення чистих темних бджіл.
Гібриди європейської темної бджоли мають захисний характер і репутацію агресивних до людей (і інших живих істот), без будь-яких видимих причин. Бджоли деяких сімей дуже рухливі на рамках і надто збудливі та агресивні, тому пасічники вважають їх малопридатними для роботи з ними. Проте, ця характеристика не є вірною, так як раніше ці бджоли були відомі за їх досить легкою поведінкою під час догляду (хоча вони ніколи не порівнювалися із країнськими бджолами у миролюбності). Бджоли нетерпимо ставляться до грубої, неохайної і знервованої роботи бджоляра, надаючи йому інтенсивний опір ужалениями. При огляді сім'ї бджоли дружно втікають з рамок у затемнені ділянки гнізда і як би стікають з верхнього бруска рамки на нижній, з одного боку рамки на іншу. Схильність до крадіжок виражена досить слабо.
Європейські темні бджоли добре пристосовані до суворих кліматичних умов, характеризуються високою зимостійкістю, перевершують інші породи по стійкості до нозематозу, падевого токсикозу, європейського гнильцю.
Бджоли, як правило, нарощують силу до цвітіння липи, зніту, гречки і ефективно використовують головний медозбір. Володіють більшою за інші породи, постійністю до використання в процесі медозбору певних рослин. Іноді зі значним запізненням перемикаються з гірших медоносів на кращі. Пилок і нектар можуть збирати до самих заморозків. Пізніше за південних вилітають на медозбір і раніше повертаються у вулики. Принесений нектар складають спочатку у верхньому корпусі (магазині), а потім вже в розплідному. Під час медозбору бджоли здатні відбудовувати багато стільників. При слабкому надходженні нектару у вулик значна частина корму витрачається на розвиток сім'ї, тому по виходу товарної продукції вони відстають від інших порід. Медова печатка «суха», тобто між закладеним в комірки медом і восковою кришечкою є повітряний прошарок. Такі стільники із медом мають гарний товарний вигляд. Середня медопродуктивность бджіл цієї породи — 30 кг товарного меду у рік з однієї сім'ї, у сприятливі роки може досягати до 100 кг.
Збирають багато прополісу.

## Коротка характеристика
- добра зимостійкість (пов'язана із ретельним вибором джерел живлення, на відміну від африканської медоносної бджоли, Apis mellifera scutellata[en])
- низька схильність до роїння
- деякі лінії доволі миролюбні
- маса плідної матки: 200-210 мг
- плодючість матки: до 2000 яєць на добу
- добре захищають гніздо від хижаків, наприклад, ос
- обережні з виведенням розплоду, характерні «напливні» цикли вирощування
- сильний потяг до збирання пилку
- довга тривалість життя як робочих бджіл, так і матки
- відмінна працездатність, навіть у холодну погоду
- імовірно, витривалі проти кліща Varroa[2]

## Значення
Європейська темна порода бджіл більше не визначається, як комерційна порода медоносної бджоли, але існує цілий ряд спеціалізованих аматорських бджолиних господарств, які утримують цих бджіл в Європі та інших частинах світу. Іммігранти привезли цю породу до Північної і Південної Америки. До їх прибуття, на американському континенті не було медоносних бджіл. У Північній Америці збереглися гібридні нащадки оригінальних колоніальних чорних бджіл, як дикі бджоли. Є відомості від бджолярів, що після прибуття на американський континент кліща варроа в 1987 році, деякі колонії диких бджіл вижили. Оригінальна порода більше не присутня на континенті.
У Західній Європі європейська темна порода бджіл стала основою для створення  Бакфастської бджоли. Це гібрид порода, потомство включає в себе врятовані залишки британської чорної бджоли, яка майже вимерла через кліща Acarapis woodi. У Центральній Європі в багатьох регіонах були знищені бджоли європейської темної породи за наказом нацистів, які вважали, що тогочасні збори меду не відповідають сучасним стандартам і хотіли «покращити» бджіл, які перебували в районах, які знаходилися під їх контролем.
Їхні зусилля призвели до створення більш агресивних, високопродуктивних порід (ймовірно, схрещувалися темні і Бакфастські з високопродуктивними штамами із країнських бджіл). Проте виведені бджоли виявилися дуже чутливі до кліща варроа, цей недолік і їхня агресивність під час роботи з бджолами призвело до того, що їх перестали утримувати після Другої світової війни, але деякі дикі колонії вижилв, так само, як в Північній Америці. Згідно досліджень аналізу послідовності ДНК медоних бджіл у Сполучених Штатах, нащадки бджіл породи Apis mellifera mellifera були знайдені у штатах Арканзас, Луїзіана, Міссісіпі, Міссурі і Оклахома. Нині окремі селекціонери і науково-дослідницькі установи працюють над збереженням і поширенням цієї породи бджіл, що можна було її врятувати і відновити до початкової чисельності. Є лише кілька ареалів, які перебувають в Німеччині, але більша кількість збереглася в Норвегії (lehzeni), Альпах (nigra), Польщі і Бельгії (mellifera).

## Галерея

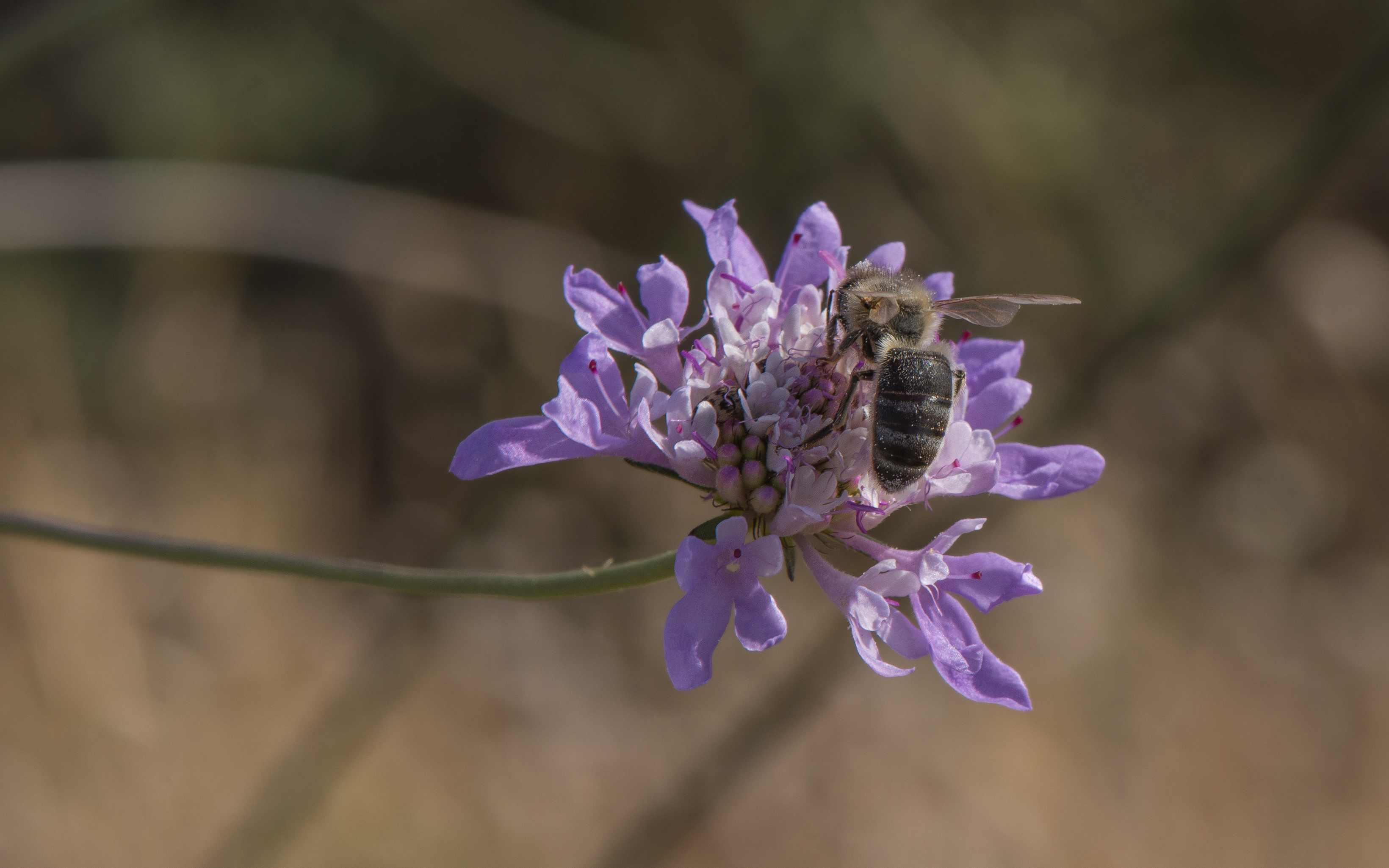
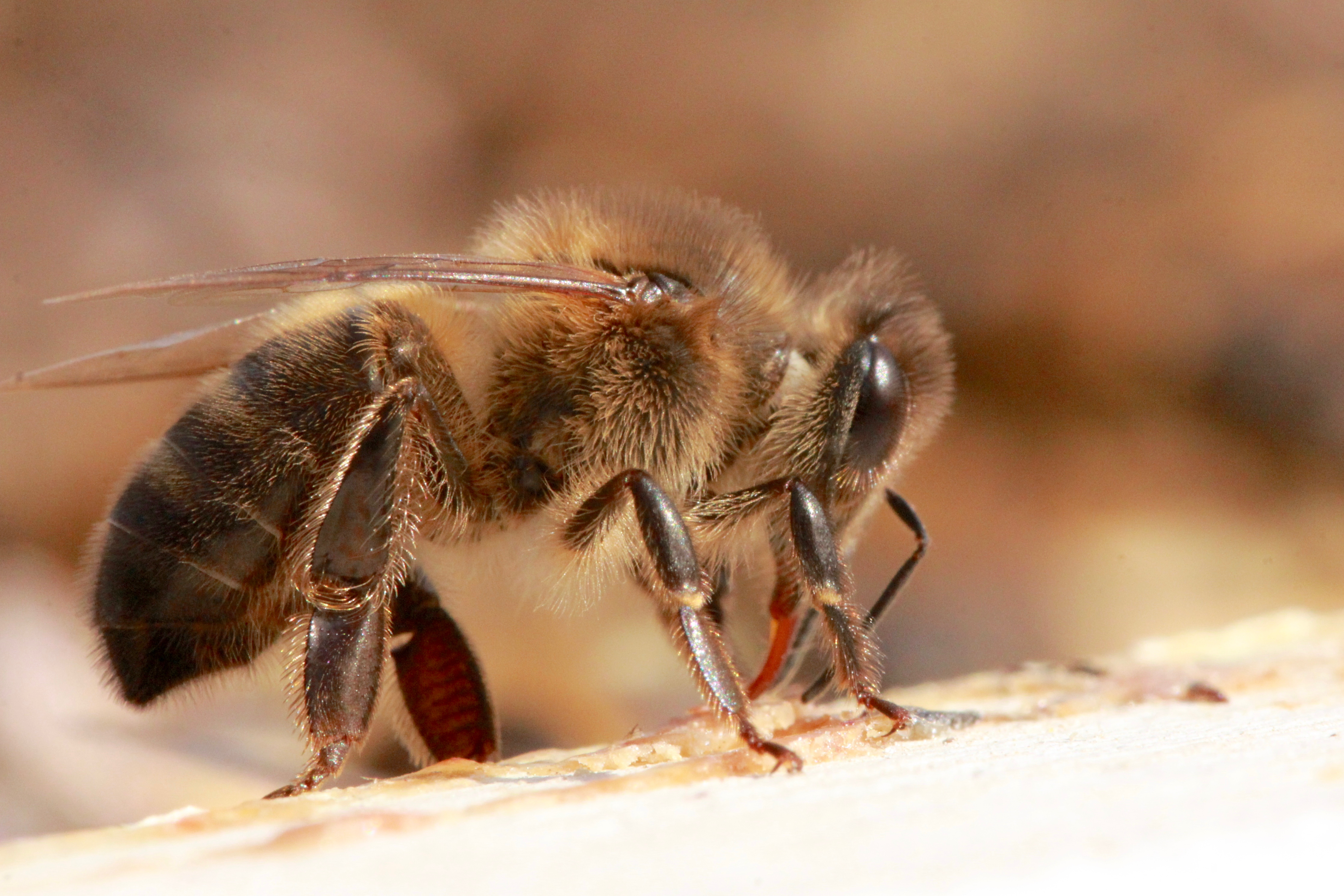
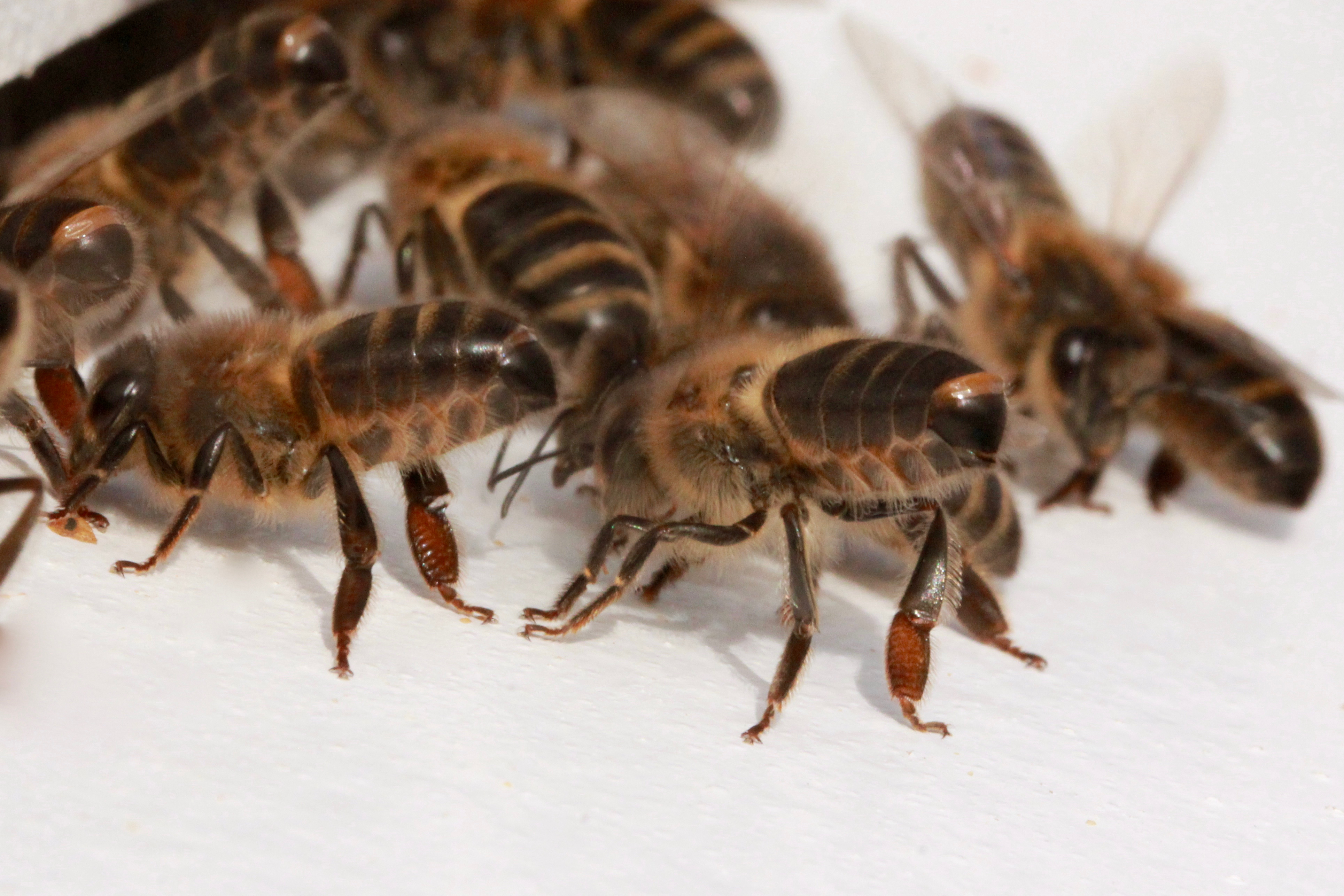
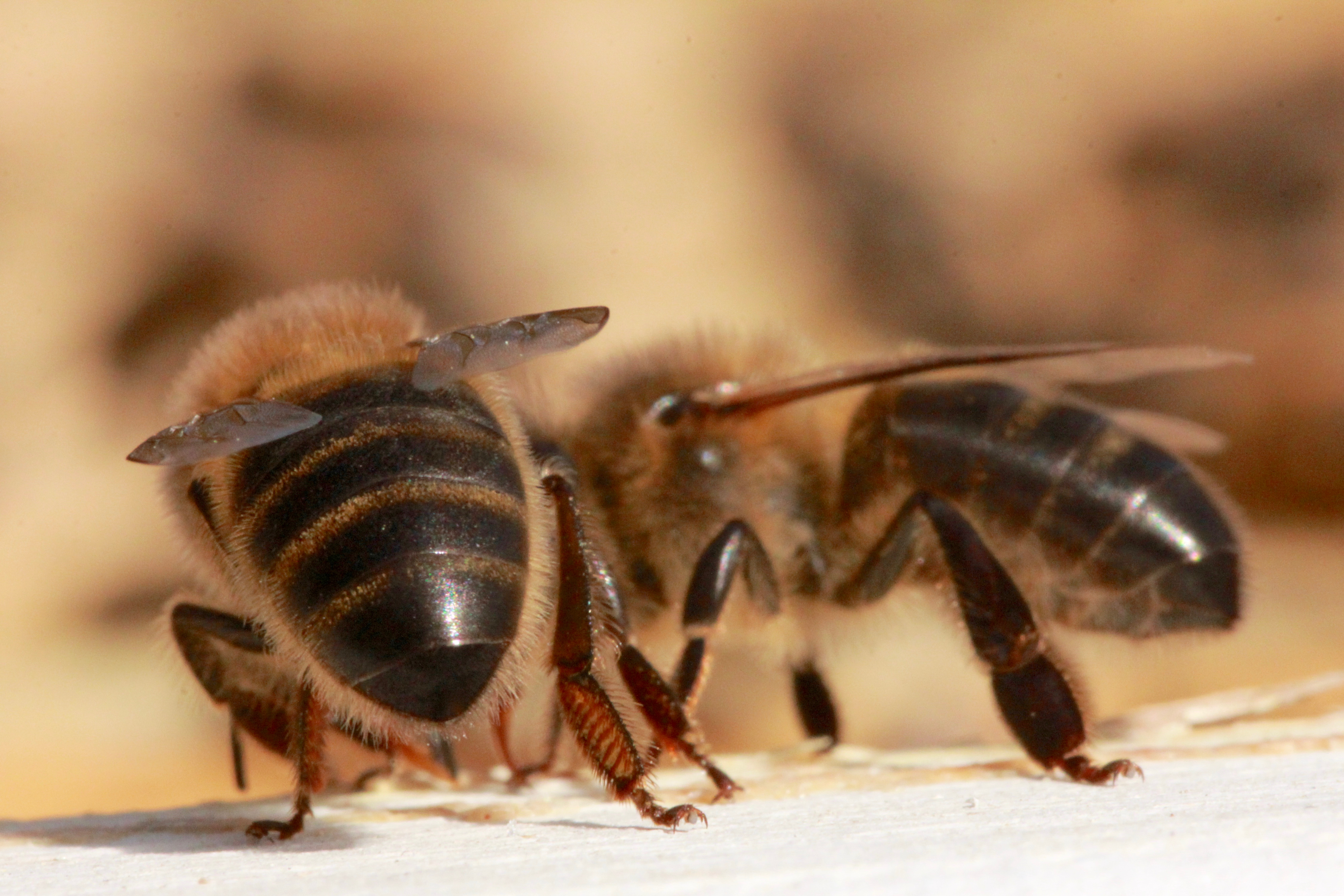
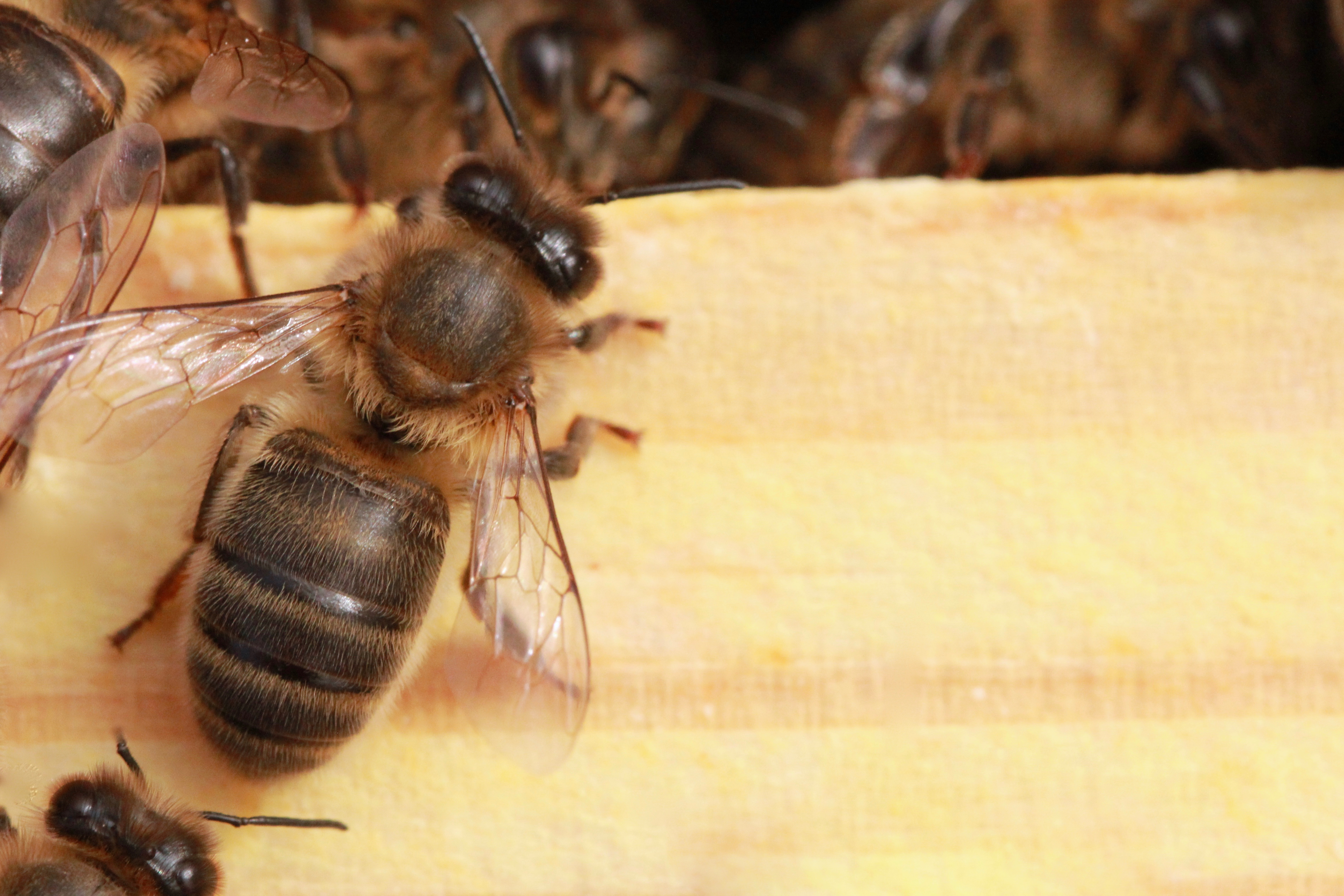